# Андовце
Андовце (слч. Andovce, мађ. Andód) насељено је мјесто са административним статусом сеоске општине (слч. obec) у округу Нове Замки, у Њитранском крају, Словачка Република.

## Становништво
| Година:    | 1994. | 2004.   | 2014.   | 2024.    |
| ---------- | ----- | ------- | ------- | -------- |
| Број људи: | 1219  | 1296    | 1417    | 1792     |
| Разлика:   |       | +6,31 % | +9,33 % | +26,46 % |

| Година:    | 2023. | 2024.   |
| ---------- | ----- | ------- |
| Број људи: | 1775  | 1792    |
| Разлика:   |       | +0,95 % |

Према подацима о броју становника из 2024. године насеље је имало 1792 становника.